# Rhytia maculata
Rhytia maculata är en fjärilsart som beskrevs av Weber 1801. Rhytia maculata ingår i släktet Rhytia och familjen nattflyn. Inga underarter finns listade.